# Hersbruck
Hersbruck là một đô thị ở Nürnberger Land bang Bayern thuộc nước Đức. 